# چو یون-جونگ
چو یون-جونگ (انگلیسی: Cho Youn-jeong؛ زادهٔ ۲۹ سپتامبر ۱۹۶۹) کماندار اهل کره جنوبی است.